# Росільна
Росі́льна — село івано-Франківського району Івано-Франківської області. Входить до складу Дзвиняцької сільської громади.

## Географія
На північно-західній стороні від села потік Мальхівський впадає у річку Лукву.

## Історія
З 1772 по 1918 рік село належало до Богородчанського повіту Королівства Галичини і Володимирії, Австро-Угорської монархії. У 1857 р. було 1626 мешканців, у 1880 р. — 1252 в селі, 699 — у присілку Баня і 116 — на землях фільварку, з них 1764 греко-католиків, 65 римо-католиків. В селі була греко-католицька парафіяльна церква Св. Арх. Михайла і етатова школа (яку утримувала і визначала вчителя громада) з одним учителем.
У ХІХ ст. селище мало власну символіку: печатку з зображенням селянина, що пакує до бочки сіль; довкола напис польською мовою «C. K. WIES ROSSOLNA».
У селі та в околицях проходили активні бої між австрійською та російською арміями під час Першої світової війни.
На 01.01.1939 в селі проживало 3480 мешканців, з них 3150 українців-грекокатоликів, 40 українців-римокатоликів, 80 поляків, 180 євреїв і 30 німців.
У присілку Рубані в 1944 році НКДБ влаштували катівню.

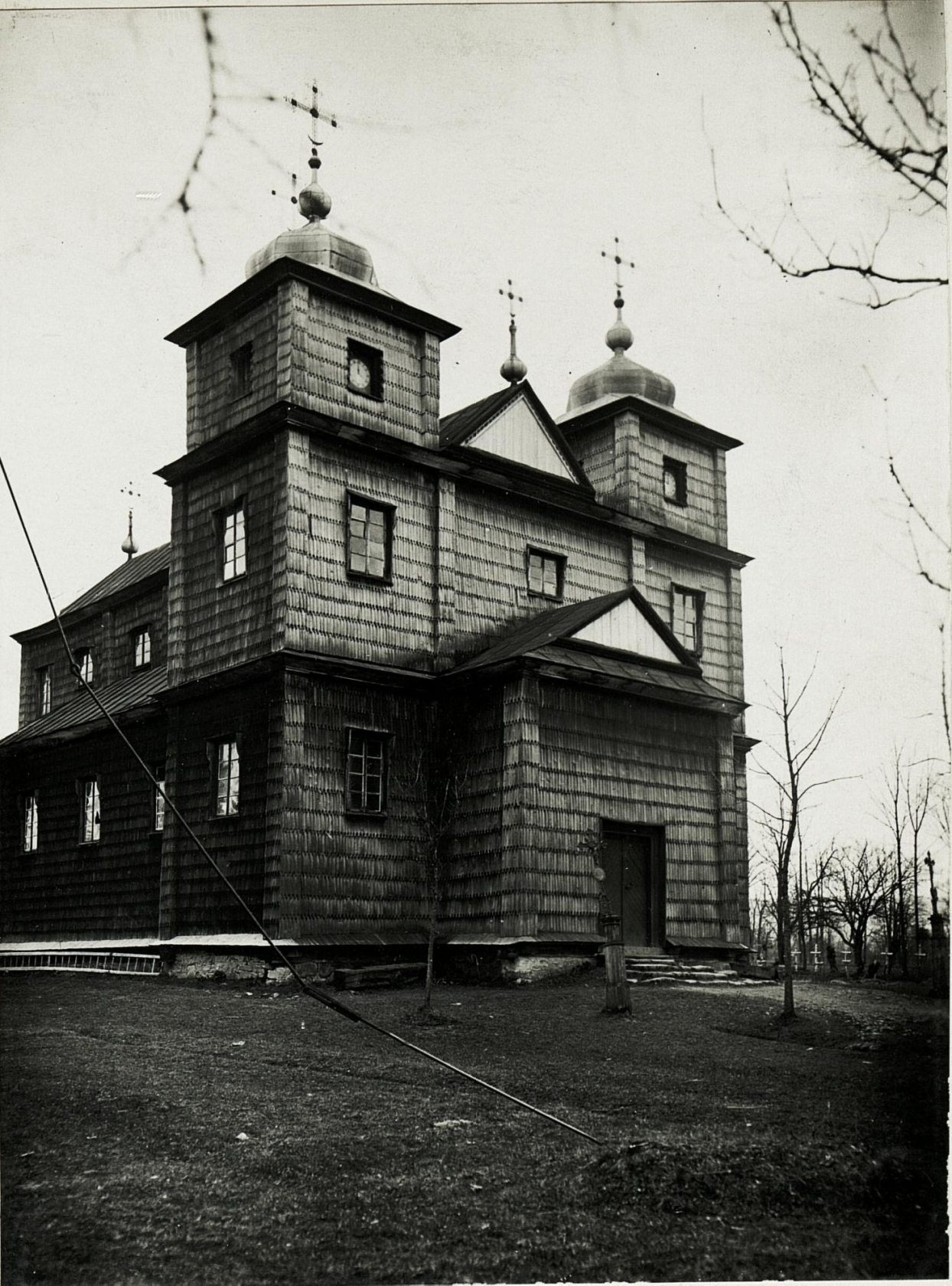
Греко-католицька церква села (1917 рік)
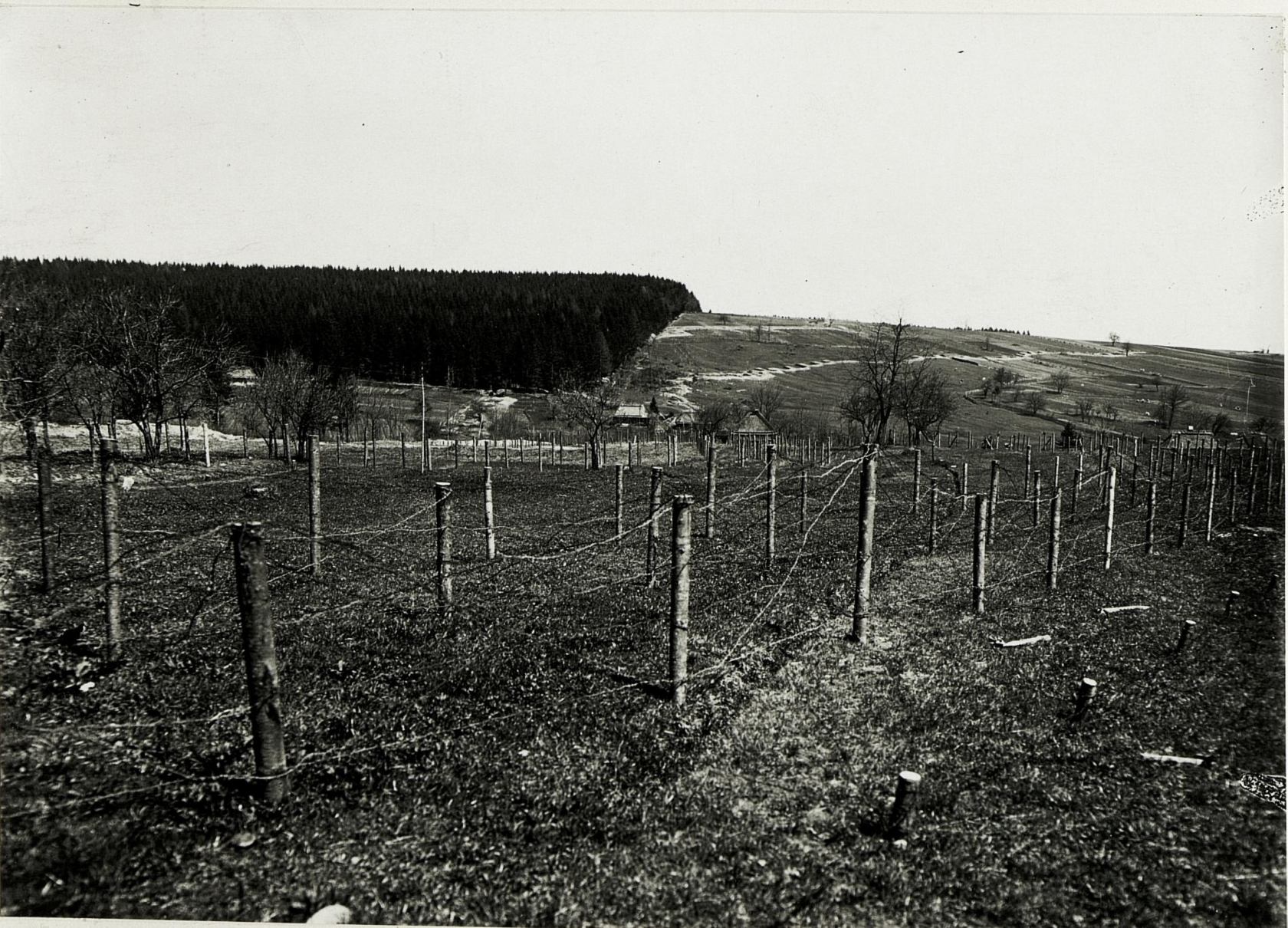
Позиції австрійської піхоти біля села під час Першої світової війни (травень 1917 року)
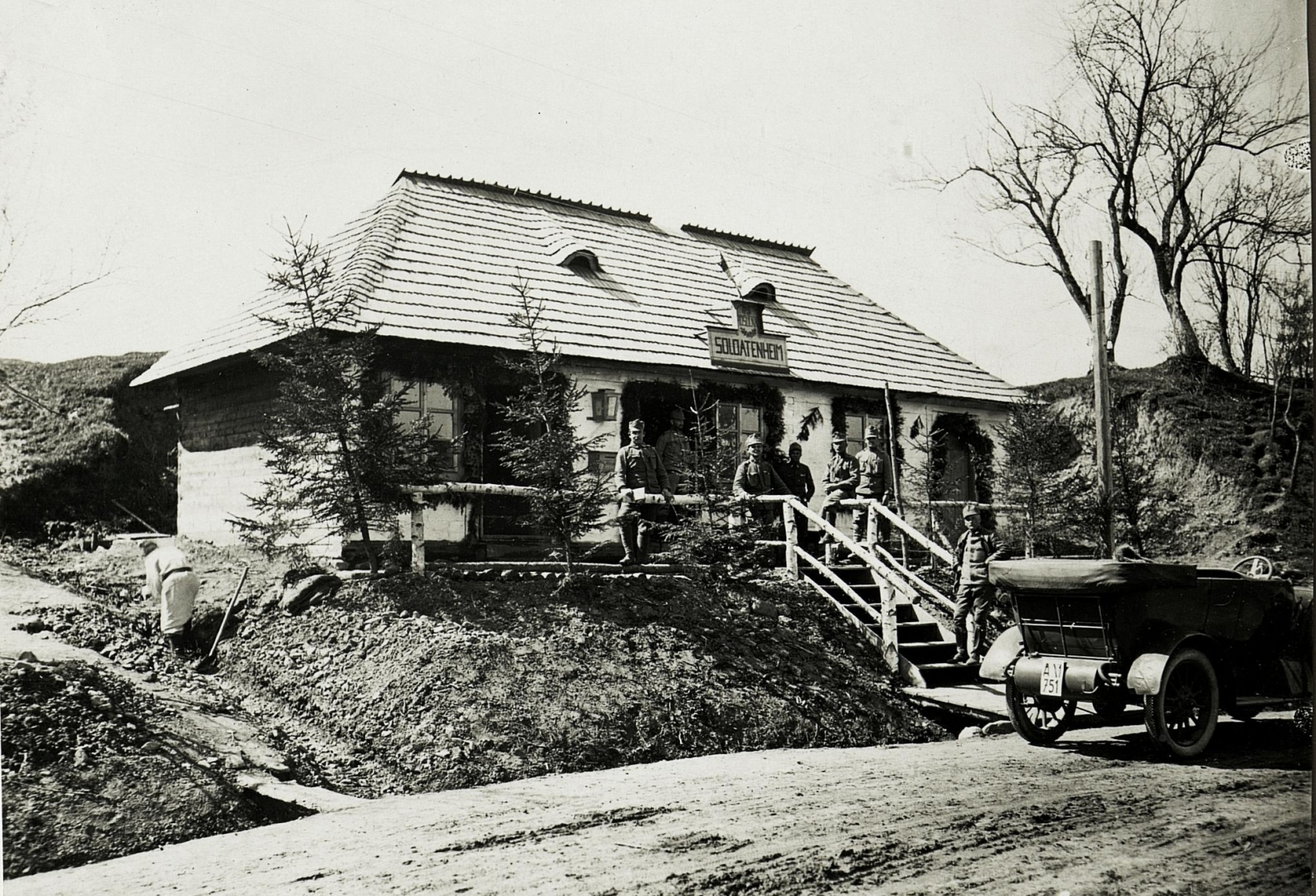
Австрійські солдати в селі (травень 1917 року)
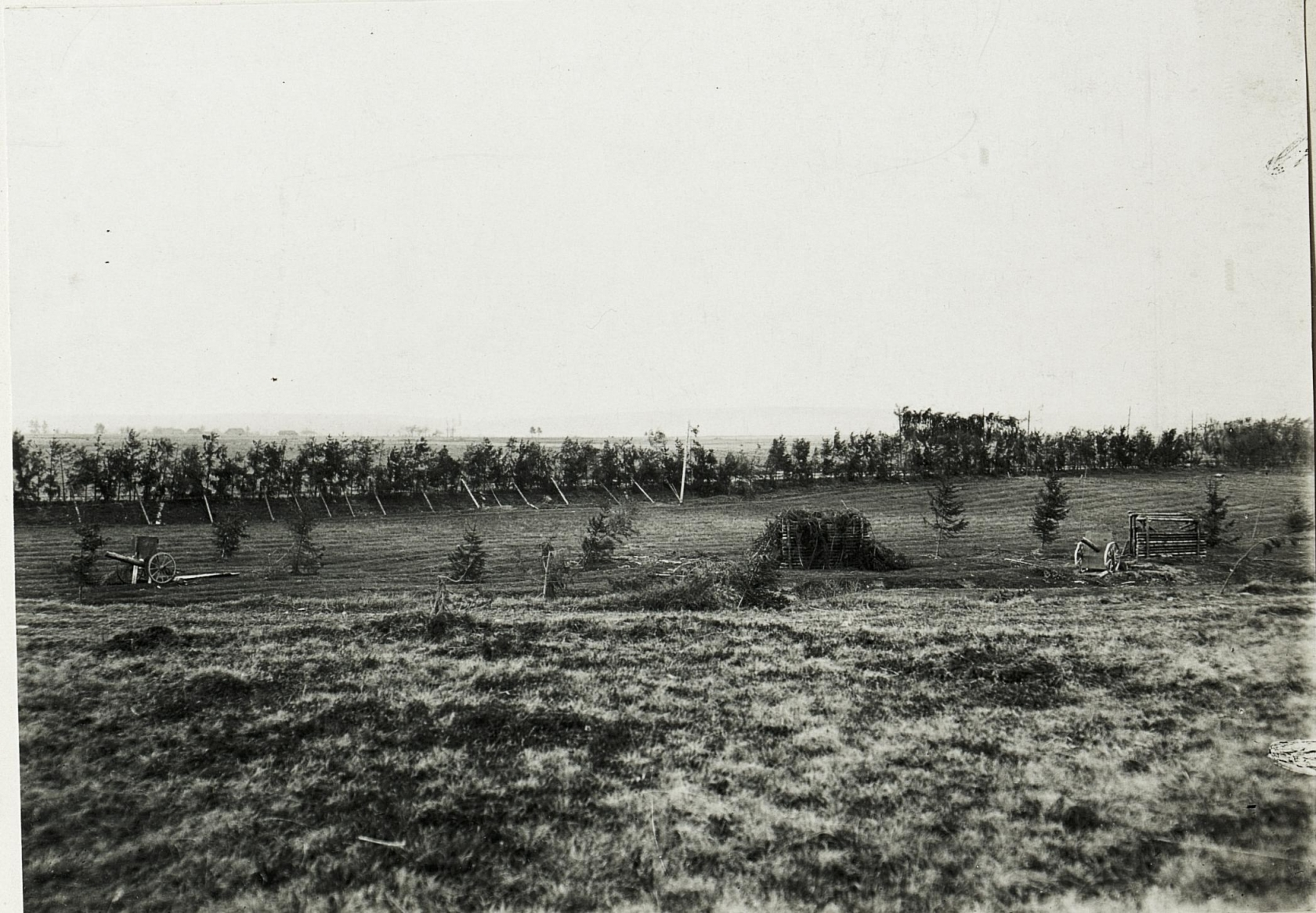
Артилерійські батареї австрійської армії між селами Росільна та Космач (1917 рік)

## Населення

### Мова
Розподіл населення за рідною мовою за даними :
| Мова            | Кількість | Відсоток |
| --------------- | --------- | -------- |
| українська      | 3200      | 99.63%   |
| російська       | 11        | 0.34%    |
| інші/не вказали | 1         | 0.03%    |
| Усього          | 3212      | 100%     |

## Релігія
У селі є Церква Св. Арх. Михайла (1645, 1848 року), яка перебуває у користуванні УПЦ КП та греко-католицька церква ім. Петра і Павла (2009 рік)

### Українсько греко-католицька церква Петра і Павла
Будівництво храму розпочато у 2000 році і закінчено в 2009. Церква була побудована під керівництвом старшого брата — Василя Федоровича Зваричука. Він похований на росільнянському кладовищі.
Для будівництва церкви були залучені всі кошти громади, а також люди добровільно віддавали свої пенсії, щоб добудувати храм. Участь у будівництві приймали всі: як чоловіки, так і жінки. Спільними зусиллями храм було побудовано. 
На церкві є чотири малі куполи та один великий посередині, а також багато вікон, за рахунок яких у церкві дуже світло. Заходячи на подвір'я храму, можна побачити великий дзвін, який ще у 1990 році служив для католицької церкви на пагорбі цвинтаря. Пройшовши далі, можна побачити великі сходи, які ведуть до самого храму. 
У самій церкві розміщений великий іконостас, на якому більше 40-ка образів, а також чимало ікон, які куплялися за пожертви парафіян. По правий і лівий бік церкви розміщено старовинний іконостас. Цей іконостас винесли з старої церкви та ховали у себе по домівках, щоб ніхто не міг вкрасти та продати цінну реліквію. Зі слів Василя Зваричука, декілька ікон стояли у нього дома. Він не хотів, щоб образи потрапили у чужі руки. На даний час, парафіяни греко-католицької церкви власними силами намагаються реставрувати старі ікони, які збереглися ще з давніх часів. Відновлено одну ікону. 
Під час будівництва церкви служив отець Дмитро Дякун, житель села Хмелівка. За його правління організовувались поїздки до святих місць: Крилос, Зарваниця та інші. А зараз святу літургію править отець Ігор Винник. За його правління організовуються поїздки в Междугор'є. 33 роки старшою сестрицею послужила в церкві Марія Гаврилюк (акушерка). Зараз її місце посіла молода жінка — Любов Зваричук. 
З 2009 року дуже багато чого змінилося як і у храмі, так і на подвір'ї. Будинок біля церкви побудували люди парафії під керівництвом Василя Коритана — старшого брата, де зроблено все на сучасний лад. Люди садять квіти, дерева, згодом планують побудувати дзвіницю.

## Відомі люди

### Народились
- Іван Іванків (*18.01.1998—†10.03.2018) — командир танка у 10-ій окремій гірсько-штурмовій бригаді ЗСУ, загинув у російсько-українській війні на Донеччині[8]
- Нестор Мартинець — український письменник.
- Алісія Аппельман-Юрман — ізраїльсько-американська мемуаристка єврейського походження.[9][10]